# Liste der Stadt- und Ortsbefestigungen im Landkreis Kitzingen

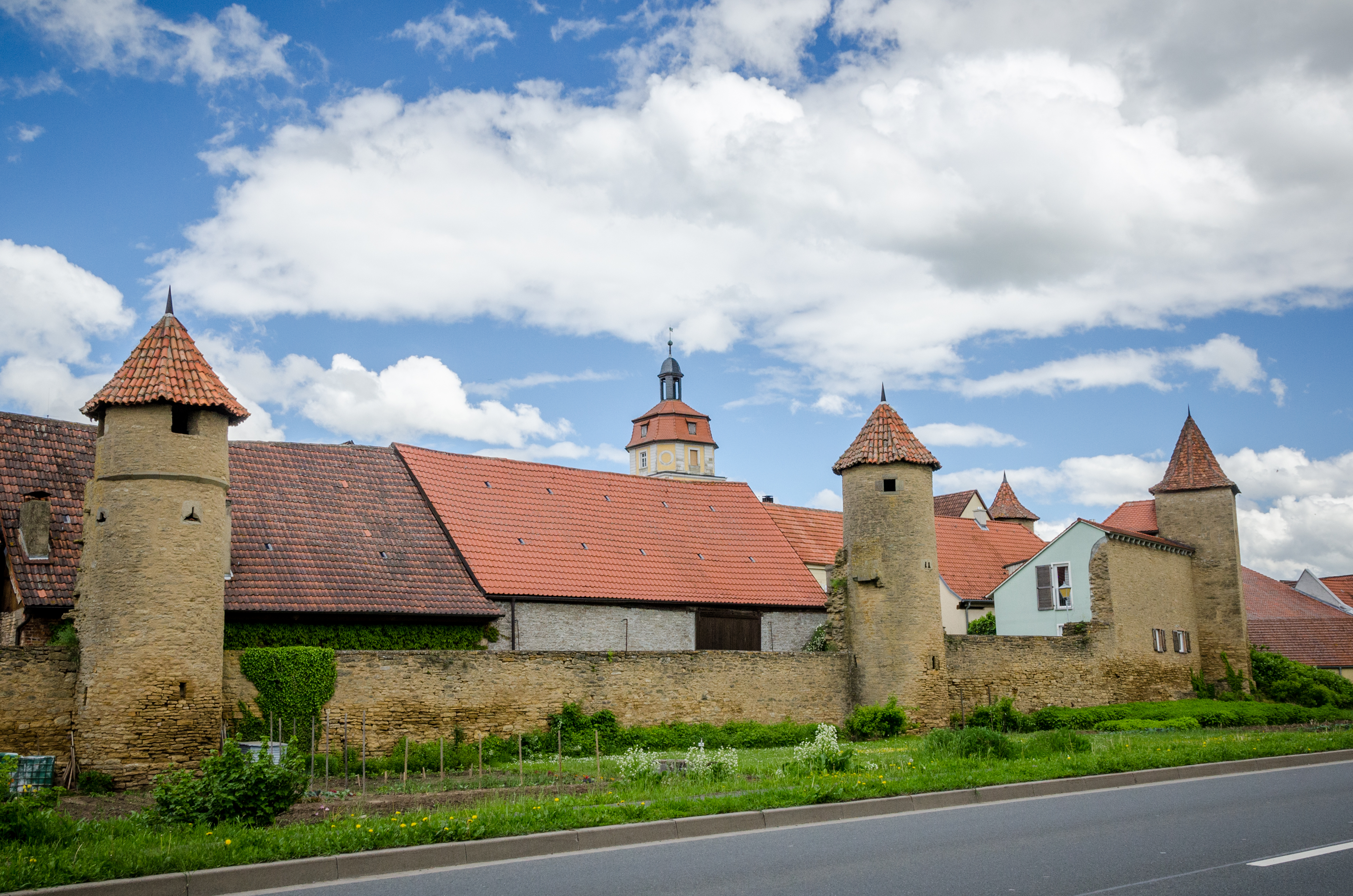
Mauerpartie an der Bundesstraße 8 in Mainbernheim

Die Liste der Stadt- und Ortsbefestigungen im Landkreis Kitzingen beinhaltet alle Befestigungsanlagen, die im Mittelalter und Früher Neuzeit zum Schutz vor Angreifern um Siedlungen errichtet wurden, die sich heute im unterfränkischen Landkreis Kitzingen in Bayern befinden. Historisch unterscheidet sich die rechtliche Stellung von Orten mit Stadtrecht von solchen ohne dieses Recht, weshalb auch zwischen Stadt- und Ortsbefestigungen differenziert wird. 

## Historischer Hintergrund

### Entstehung im Spätmittelalter
Der Beginn der weiträumigen Befestigung um Siedlungen ist in Franken erst auf das Spätmittelalter zu datieren. Zuvor bildeten vor allem Burgen befestigte Rückzugsorte, die jedoch überwiegend am Rande der Orte lagen. Die Siedlungen selbst waren mit behelfsmäßigen Befestigungen ausgestattet, die sich heute nicht mehr erhalten haben. Mit dem Aufstieg zur Stadt war häufig dann der Ausbau der Verteidigungsanlagen verbunden. Am Beispiel Volkachs, eine der ältesten Städte im Landkreis, lässt sich der Ausbau besonders gut nachvollziehen: Die Stadt wurde im Zuge des Aufstiegs zur Stadt im 13. Jahrhundert mit einer Ringmauer umgeben, davor entstand ein Wassergraben. Zwei Tore bildeten die einzigen Zugänge. Die Ummauerung orientierte sich an der Topographie und ermöglichte eine effektive Verteidigung.
Bis ins 15. Jahrhundert besaß jede Stadt im heutigen Landkreis eine Befestigung, die in ähnlicher Weise wie die Volkacher aufgebaut war. Der durch einzelne Grundherren, vor allem den Würzburger Fürstbischöfen, den Markgrafen von Brandenburg-Ansbach, dem Kloster Münsterschwarzach und den Casteller Grafen, gezielt vorgenommene Ausbau der Siedlungen war häufig mit einer Erweiterung der Befestigung verbunden. In Prichsenstadt war bereits in der Stadterhebungsurkunde die Befestigungspflicht der Bevölkerung angesprochen. Der jeweilige Ortsherr besaß als einziger das Recht, die Befestigung auszubauen. Allerdings war der Unterhalt von der Bevölkerung zu tragen, die hierzu häufig mit dem Marktrecht ausgestattet wurde. 

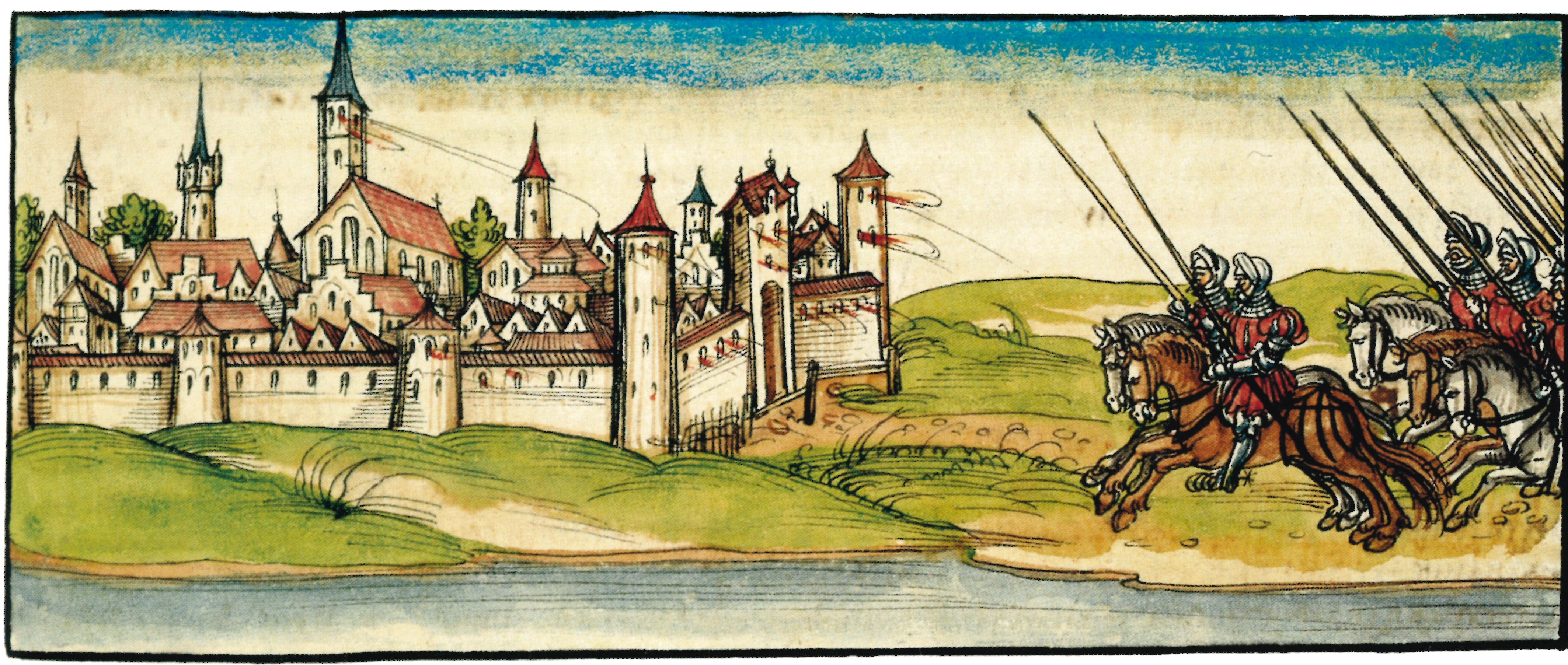
Den Angriff des Erkinger von Seinsheim konnte Stadtschwarzach mithilfe seiner Befestigungsanlagen abwehren. Darstellung in der Fries-Chronik, fol. 225r

Während die Siedlungen städtischen Typs damit eine finanzielle Basis für den Unterhalt und Ausbau der Befestigungen besaßen, waren die Dörfer auf die Unterstützung der Herren angewiesen. Wollte ein Dorf auf eigene Faust eine Befestigung errichten, musste die Gemeinschaft zumeist selbstständig für die Finanzierung sorgen. Deshalb sind die dörflichen Befestigungen im eher ländlich geprägten Steigerwaldvorland von ganz unterschiedlicher Qualität. Lediglich Orte, in denen der lukrative Weinbau in Exportwirtschaft betrieben wurde, gelang der weiträumige Ausbau. Beispiele hierfür sind die Befestigungen von Abtswind, Fahr oder Sulzfeld am Main, das von den Würzburger Fürstbischöfen als Grenzort direkte Förderung erfuhr.
Obwohl die mittelalterlichen Befestigungen zumeist in einem weiten Radius um die Siedlungen gezogen wurden, war eine größere Stadtexpansion nicht vorgesehen. Stadt- und Dorferweiterungen, wie sie beispielsweise in Iphofen mit dem Gräbenviertel entstanden, waren oft jahrhundertelang ohne eigene Verteidigungsanlagen. Siedlungsausbau war teuer und konnte deshalb ausschließlich vom Stadtherren initiiert werden. Die neuentstandenen Siedlungsgebiete wurden mit einem zweiten Mauerring umgeben, wobei die erste Befestigung noch erhalten blieb. Besondere Bedeutung hat im Kreisgebiet die äußere Mauer der heutigen Kreisstadt Kitzingen, die im 15. Jahrhundert die Vorstädte in die Befestigung einbezog. In Prichsenstadt, das erst 1367 zur Stadt aufstieg, umgab man den älteren dörflichen Kern, der nun vor der Stadt lag mit einer zweiten Mauer.
Die Verteidigung der Siedlung wurde durch die zu Beginn des Spätmittelalters noch weit verbreiteten Fehden immer wieder einer Härteprobe unterzogen. Besonders häufig war die Stadt Schwarzach, neben dem gleichnamigen Kloster, von Angriffen bedroht. In der Chronik des Lorenz Fries haben sich mehrere Federzeichnungen erhalten, die das Vorgehen der Verteidiger der Stadt in einem solchen Fall zeigen: Man feuerte mit an die Bürger verteilte Handwaffen auf die Angreifer, die ganze Bevölkerung wurde zur Verteidigungsgemeinschaft. Die Umwehrungen bildeten einen wirksamen Schutz vor Feinden. Dies wird durch viele Quellen belegt.

### Funktionswandel und Erhaltungsbemühungen

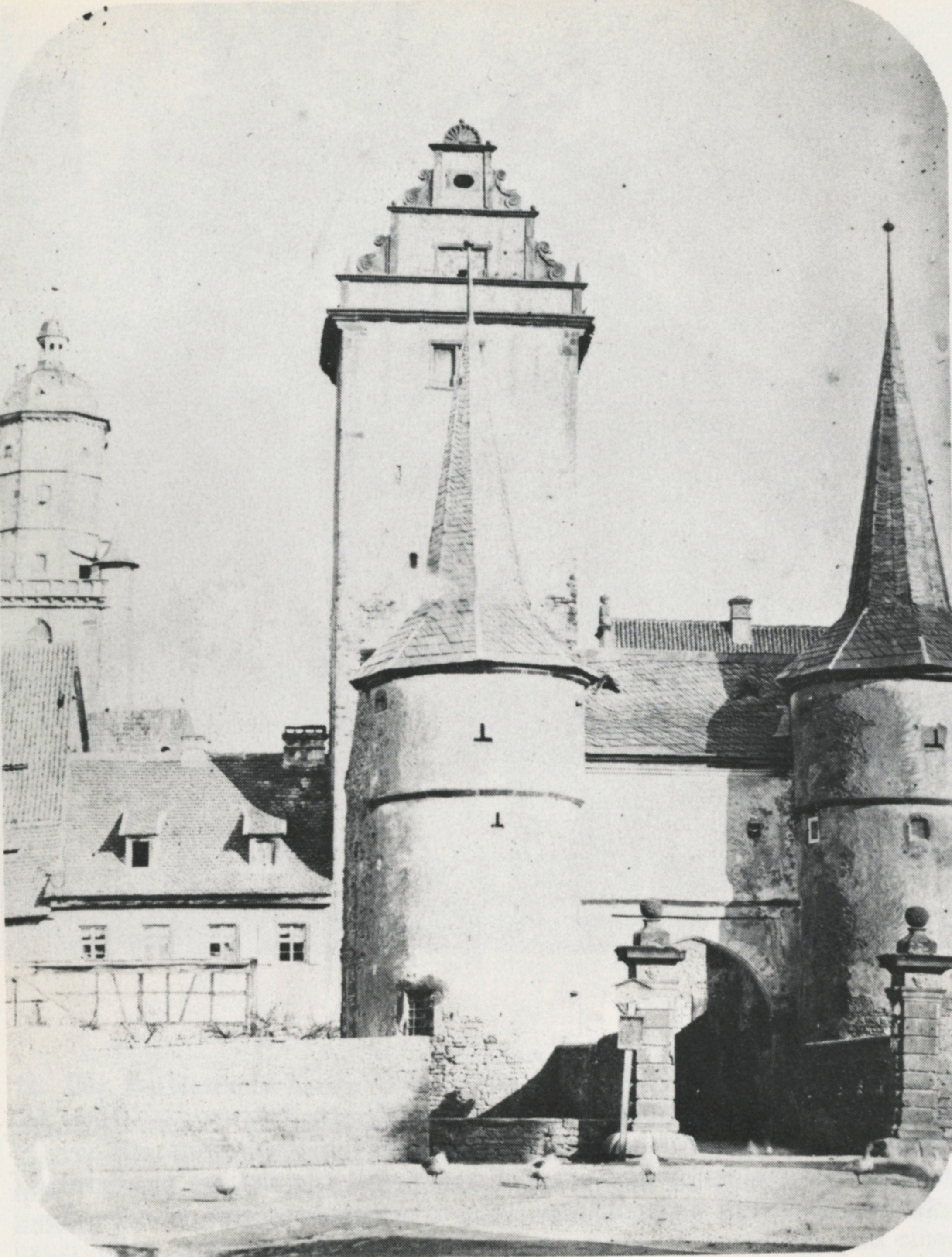
Das Sommeracher Tor in Volkach besaß ein Vorwerk, das 1871 eingelegt wurde

Neben ihrer militärischen Bedeutung hatten die Stadt- und Ortsbefestigungen immer auch eine wirtschaftliche Funktion. Die Stadttore waren Zollstätten, durch die alle Güter auf den Markt gelangten. Der Ausbau und Erhalt der Befestigung war deshalb immer auch eine wirtschaftspolitische Maßnahme. Unter diesem Aspekt sind die Ausbauten unter dem Würzburger Julius Echter von Mespelbrunn im 16. Jahrhundert zu sehen. Es entstanden repräsentative Stadttore, so in Dettelbach, Sulzfeld und Volkach, die Befestigungsanlagen wurden erweitert oder instand gesetzt. 
Einen tiefgreifenden Einschnitt erlebten die Befestigungen durch den Dreißigjährigen Krieg. Den modernen Geschützen der Kriegsparteien konnten die mittelalterlichen Befestigungen nichts entgegensetzen. So öffnete die Bevölkerung in Dettelbach 1631 den protestantischen Schweden kampflos ihre Stadt, andere Städte im heutigen Landkreis verfuhren ähnlich. In der Folgezeit blieb die Ummauerung noch als wirtschaftliche Grenze bestehen. Größere Investitionen in die Anlagen blieben jedoch aus. Insbesondere die Gräben wurden im 18. Jahrhundert zumeist verfüllt und als Gärten an die Ortsbewohner vergeben. Solche Grabengärten haben sich heute noch in großer Zahl in Mainbernheim an der Bundesstraße 8 erhalten. 
Ab der Mitte des 19. Jahrhunderts wurde auch der wachsende Verkehr zu einem Problem für die Überreste der Befestigung. In vielen kleinen Mainstädten kam es zu Verkehrsunfällen, weil die schmalen Tore den wachsenden Fuhrwerken den Durchgang versperrten. Besonders dramatisch war die Situation in Volkach, wo im Jahr 1804 ein großes Feuer in der Stadt ausbrach. Da das Wasser nur über die beiden Tore ins Innere der Siedlung gelangen konnte, wurden über 120 Gebäude ein Raub der Flammen. In der Folgezeit brach man deshalb an mehreren Stellen durch die Ringmauer, um weitere Zugänge zu öffnen.
Bis in die 1870er verschwanden viele der Zwingeranlagen und der Vorwerke. Teilweise riss man, wie in Kitzingen, auch die meisten Torbauten ab. In Stadtschwarzach, das 1819 auf die Stadtrechte verzichtet hatte, entfernte man alle Bauten, die an die städtische Vergangenheit erinnerten. Ein Umdenken setzte erst ein, als der historische Wert der Befestigungen erkannt wurden. Hierzu trug auch der wachsende Tourismus bei, der ab dem 20. Jahrhundert im heutigen Kitzinger Land zunahm. 
Nun wurden in den größeren Orten die ehemaligen Gräben in repräsentative Rundparkanlagen umgewandelt. Solche Grünflächen sind heute noch in Iphofen, Dettelbach, Kitzingen und Volkach zu finden. Die kleineren Orte hatten größere Probleme den Erhalt der weniger repräsentativen Elemente ihrer Befestigung vor Verfall zu schützen. Heute sind die erhaltenen Anlagen der Siedlungen im Landkreis zumeist Anziehungspunkte für den Ausflugs- und Radfahrtourismus. Einzelne Türme werden als Ferienwohnungen vermietet. Die Anlagen werden vom Bayerischen Landesamt für Denkmalpflege geschützt.

## Befestigungen
Die Orts- bzw. Stadtbefestigungen im Kitzinger Land werden zumeist vom Bayerischen Landesamt für Denkmalpflege als Denkmäler geführt: Haben sich einzelne Elemente oberirdisch erhalten, sind diese Teile als Baudenkmal eingeordnet. Wenn nur noch unterirdische Fundamente der Befestigungen vorhanden sind, wurden Bodendenkmäler vermerkt. Neben den Orts- und Stadtbefestigungen existieren im Landkreis außerdem mehrere befestigte Kirchhöfe, deren einzelne Elemente ebenfalls unter Schutz gestellt wurden. Sie sind in der Liste der Kirchenburgen im Landkreis Kitzingen versammelt.
| Name Ensemble                      | Ort              | Position | Denkmaltyp (nach BayDSchG) | Beschreibung | Bild                                    |
| ---------------------------------- | ---------------- | -------- | -------------------------- | --- | --------------------------------------- |
| Abtswinder Ortsbefestigung         | Abtswind         | ⊙        | Bodendenkmal               | Die Marktbefestigung stammt aus dem beginnenden 17. Jahrhundert. Bis um 1605 entstand ein Zweitoreort, der in Ost-West-Richtung ausgerichtet ist. Erhalten haben sich noch die beiden Torhäuser im Südwesten bzw. Osten Abtswinds. Beide sind lediglich zweigeschossig erbaut und besitzen eine breite rundbogige Tordurchfahrt. Während das Rüdenhäuser Tor im Südwesten in Massivbauweise entstand, weist das Steigerwaldtor im Osten ein Fachwerkobergeschoss auf. | name=Abtswinder Ortsbefestigung         |
| Dettelbacher Stadtbefestigung      | Dettelbach       | ⊙        | Baudenkmal, Bodendenkmal   | Dettelbachs Stadtbefestigung entstammt der Wende des 15. zum 16. Jahrhunderts. Die Stadt wurde damals von den Würzburger Fürstbischöfen mit insgesamt fünf Toren, einer umlaufenden Grabenanlage und einem Mauerring umgeben. Die meisten Tore wurden im 19. Jahrhundert dem wachsenden Verkehr geopfert. Erhalten haben sich lediglich das Brücker- und das Faltertor. Der Graben wurde ebenfalls zugeschüttet, er dient heute als stadtnahe Grünanlage. Die Ringmauer ist bis heute dagegen weitgehend intakt. | name=Dettelbacher Stadtbefestigung      |
| Dornheimer Ortsbefestigung         | Dornheim         | ⊙        | Bodendenkmal               | |                                         |
| Etwashäuser Ortsbefestigung        | Etwashausen      | ⊙        | Baudenkmal, Bodendenkmal   | Die Befestigung von Etwashausen ist eng mit der des benachbarten Kitzingen verbunden, weil der Ort in Mittelalter und Früher Neuzeit als Vorort Kitzingens bezeichnet wurde. Im 15. Jahrhundert wurde das Dorf mit einer Anlage aus Mauer und Graben umgeben. Drei Tore im Norden (Schwarzacher Tor), Süden (Mainbernheimer Tor) und Osten (Großlangheimer Tor) entstanden. Heute haben sich noch wenige Überreste der Stadtmauer in der Schwarzacher Straße erhalten. Daneben besteht das Großlangheimer Tor mit drei Geschossen und einem Pyramidenhelm bis heute. | name=Etwashäuser Ortsbefestigung        |
| Fahrer Ortsbefestigung             | Fahr             | ⊙        | Bodendenkmal               | |                                         |
| Geiselwinder Ortsbefestigung       | Geiselwind       | ⊙        | Bodendenkmal               | |                                         |
| Iphöfer Stadtbefestigung           | Iphofen          | ⊙        | Baudenkmal, Bodendenkmal   | Die Iphöfer Stadtbefestigung hat ihren Ursprung in spätmittelalterlichen Machtpolitik der Würzburger Fürstbischöfe. Sie entstand als Grenzfestung gegen den Einflussbereich der Herren von Hohenlohe. Die Anlage erhielt, neben einer Ringmauer und vier Toren, auch einen doppelten Graben. Die gesamte Anlage ist bis heute weitgehend intakt. Anders als bei den anderen Stadtbefestigungen im Landkreis verschwanden weder die Tore im 19. Jahrhundert, noch riss man deren Vorwerke ab. Besonders markant ist das Ensemble aus Rödelseer Tor und Mittagsturm im Norden Iphofens. | name=Iphöfer Stadtbefestigung           |
| Kitzinger Stadtbefestigung         | Kitzingen        | ⊙        | Baudenkmal, Bodendenkmal   | Von der inneren, den Stadtkern im Rechteck umgebenden Stadtmauer des 13./14. Jahrhunderts haben sich wenige Teile an der Südseite (Kapuzinerstraße) erhalten. Ebenso ist von der erweiterten, ein großes Dreieck bildenden Befestigung des 15. Jahrhunderts, die die Vorstädte einbezieht, nur wenig erhalten. Vor allem an der Mainseite und in der Grabenschütt sind Türme in Häuser verbaut erhalten. | name=Kitzinger Stadtbefestigung         |
| Mainbernheimer Stadtbefestigung    | Mainbernheim     | ⊙        | Baudenkmal, Bodendenkmal   | Nach der Stadterhebung 1382 wurde Mainbernheim mit Mauer und Graben umgeben. Die Mauer, mit ehemals 27 runden und halbrunden Befestigungstürmen, von denen noch 21 überliefert sind, ist bis auf zwei Durchbrüche in ihrem gesamten Verlauf, teilweise noch in voller Höhe, erhalten. Die Tortürme des Oberen und des Unteren Tores fassen die Herrnstraße ein. | name=Mainbernheimer Stadtbefestigung    |
| Marktbreiter Stadtbefestigung      | Marktbreit       | ⊙        | Baudenkmal, Bodendenkmal   | Bei der Marktbreiter Umwehrung handelt es sich eigentlich um eine Dorfbestigung, da Marktbreit erst im 19. Jahrhundert zur Stadt aufstieg. Von der 1529–1550 angelegten Befestigung haben sich Teile der Stadtmauer, ein Stadttor und einige Rundtürme erhalten. Reste der Stadtmauer sind fast rund um die Altstadt erhalten. Teilweise sind sie in Häuser verbaut. Das einzige erhaltene Stadttor ist das Maintor, das gleichzeitig einen Übergang über den Breitbach bildet. | name=Marktbreiter Stadtbefestigung      |
| Markt Einersheimer Ortsbefestigung | Markt Einersheim | ⊙        | Bodendenkmal               | | name=Markt Einersheimer Ortsbefestigung |
| Prichsenstädter Stadtbefestigung   | Prichsenstadt    | ⊙        | Baudenkmal, Bodendenkmal   | Die Befestigung Prichsenstadts entstand nach der Stadterhebung 1367. Die noch aufrecht stehenden Teile der Mauer gehen auf das 15./16. Jahrhundert zurück. Von der inneren, die eigentliche Stadt von der Vorstadt trennenden Mauer hat sich der Stadtturm erhalten. Von den beiden Stadttoren steht noch das westliche Vorstadttor. Ein erhaltener Grabenabschnitt erstreckt sich vor der westlichen Stadtmauer. Nach Norden sind der Stadt Weiher vorgelagert, die ursprünglich Verteidigungszwecken dienten. | name=Prichsenstädter Stadtbefestigung   |
| Segnitzer Ortsbefestigung          | Segnitz          | ⊙        | Baudenkmal, Bodendenkmal   | | name=Segnitzer Ortsbefestigung          |
| Sommeracher Ortsbefestigung        | Sommerach        | ⊙        | Baudenkmal, Bodendenkmal   | Die Ortsbefestigung aus Mauer und Türmen, im 15./16. Jahrhundert entstanden, hat sich auf der Mainseite größtenteils erhalten. Nach Nordosten lässt sich ihr Verlauf am Weg ablesen, der an der Hinterseite der Grundstücke entlangläuft. Zwei Torhäuser sind noch vorhanden: das Schwarzacher- und das Maintor. | name=Sommeracher Ortsbefestigung        |
| Stadtschwarzacher Ortsbefestigung  | Stadtschwarzach  | ⊙        | Bodendenkmal               | Nur noch wenige Überreste haben sich von der ehemaligen Stadtbefestigung erhalten. Stadtschwarzach erhielt wohl bereits zusammen mit seiner Gründungsurkunde das Recht eine Befestigung aus Mauer, Graben und drei Toren zu errichten, sodass die erste Mauer ins 13. Jahrhundert zu datieren ist. Wahrscheinlich lag die Baulast bei den Bürgern, die die Mauer immer wieder renovierten und ausbesserten. Erst im Zuge der Verbesserung der Waffentechnik im Dreißigjährigen Krieg verlor die Mauer ihre militärische Bedeutung und wurde in der Folge vernachlässigt. Heute erinnern in Grundstücke eingebaute Mauerreste insbesondere entlang der Straße Wiesenleite an die ehemalige Mauer, der Standort des ehemaligen Würzburger Tores wurde im Straßenverlauf kenntlich gemacht. | name=Stadtschwarzacher Ortsbefestigung  |
| Sulzfelder Ortsbefestigung         | Sulzfeld am Main | ⊙        | Baudenkmal, Bodendenkmal   | Die Ortsmauer ist auf einer Länge von ca. 900 m mit drei Toren und 18 Türmen fast vollständig erhalten. Sie wurde im 15. Jahrhundert errichtet und unter Julius Echter von Mespelbrunn am Ende des 16. Jahrhunderts erneuert. | name=Sulzfelder Ortsbefestigung         |
| Volkacher Stadtbefestigung         | Volkach          | ⊙        | Baudenkmal, Bodendenkmal   | Nach der Stadtwerdung im 13. Jahrhundert schützte zunächst eine Ringmauer aus Holz und Erde die Stadt, ehe man im 14. Jahrhundert eine erste Steinmauer zu errichten begann. Sie bestand aus einem Graben, einem Zwinger und einer doppelten Ringmauer. Im Zuge der Gegenreformation forcierten die Würzburger Fürstbischöfe als Stadtherren im 16. Jahrhundert eine Erneuerung. Im 19. Jahrhundert wurden Teile der Befestigung abgerissen, um der wachsenden Stadt Platz zu bieten, wobei auch die Beseitigung der Türme diskutiert wurde. Reste der ehemaligen Stadtbefestigung haben sich insbesondere im Westen der Stadt erhalten. | name=Volkacher Stadtbefestigung         |
| Willanzheimer Ortsbefestigung      | Willanzheim      | ⊙        | Bodendenkmal               | |                                         |